# Sonderkommando Rote Kapelle
Il Sonderkommando Rote Kapelle fu un'unità speciale creata dall'Alto comando tedesco nel novembre 1942, dopo che l'Abwehr catturò due membri di spicco dello spionaggio sovietico, appartenenti al gruppo noto con il nome in codice Rote Kapelle attivo in Europa.
Le operazioni del Sonderkommando erano legate al controspionaggio e gestite dall'Abwehr e dalla Gestapo. Consisteva di una piccola unità indipendente della Gestapo, comandata dallo SS-Obersturmbannführer Friedrich Panzinger e dall'investigatore capo Karl Giering, ufficiale della Gestapo. Il suo compito era quello di scoprire e arrestare i membri della Rote Kapelle in Germania, Belgio, Francia, Paesi Bassi, Svizzera e Italia durante la seconda guerra mondiale.
La storia del Sonderkommando Rote Kapelle è nota solo parzialmente: sebbene ci siano dei documenti, alcuni provenienti dagli archivi storici militari di Praga e Mosca, non esiste ancora uno studio completo, e nessuno degli ex membri facenti capo alla Gestapo o all'Abwehr ne parlò dopo la guerra, per ovvie ragioni personali.

## Denominazione
Il nome Rote Kapelle fu scelto dall'Ufficio centrale per la sicurezza del Reich (RSHA), dipartimento di sicurezza e controspionaggio delle Schutzstaffel: nelle comunicazioni interne gli operatori radio della Resistenza venivano chiamati "pianisti", i trasmettitori "pianoforti" e i supervisori "direttori". La Gestapo, e poi anche la Funkabwehr, idenfificavano come Rote Kapelle l'organizzazione tedesca incaricata del controspionaggio radiofonico. Abwehr usava il termine Kapelle per indicare i radiotrasmettitori segreti e l'operazione di controspionaggio ad essi collegata.

## Dimensioni e sede
Il Sonderkommando fu un'unità numericamente piccola: 12-15 investigatori e due dattilografi. Dopo il trasferimento a Parigi fu sistemata al terzo piano del Ministero degli interni francese, nelle stanze 335-339 in rue des Saussaies. Gli agenti non indossavano le divise della Gestapo ma si muovevano in giacca e cravatta per poter operare senza dare nell'occhio, come fossero comuni uomini d'affari. Nel marzo 1944, a causa di un disaccordo tra Heinz Pannwitz e il comandante della Sicherheitspolizei e del Sicherheitsdienst (BdS), l'unità fu trasferita in rue de Courcelles accanto ad avenue Hoche, anche per comodità, data la vicinanza alla sede del personale.

## Formazione
Il 26 giugno 1941 la Funkabwehr di Bruxelles intercettò una trasmissione radio, la prima di molte altre. Nell'agosto 1941, quando l'Abwehr si rese conto della natura dei segnali, l'Abwehrstelle Belgium (un ufficio dell'Abwehr IIIF) avviò l'operazione di controspionaggio chiamata Rote Kapelle (in italiano: Orchestra Rossa). Nell'ottobre-novembre 1941 l'ufficiale dell'Abwehr Henry Piepe ricevette l'ordine di occuparsi dell'indagine e divenne la figura di collegamento tra il Sonderkommando e l'unità IIIF.
Nel settembre 1941 erano stati intercettati oltre 250 messaggi. Il 30 novembre 1941 la ricerca si spostò a Bruxelles e, grazie al lavoro di Piepe, le squadre all'opera trovarono quasi subito tre segnali dei trasmettitori. Il 12 dicembre 1941 Piepe fece fare un'irruzione dell'Abwehr al civico 101 della rue des Atrébates, dove il segnale era più forte: qui trovarono il trasmettitore dell'agente sovietico Anatòly Gurèvich e arrestarono gli operatori radio Mikhaìl Makàrov e il suo assistente Antòn Danìlov.
Il 30 luglio 1942 la Funkabwehr irruppe al civico 12 di rue de Namur a Bruxelles. Oltre ad arrestare l'agente sovietico e specialista radiofonico Johann Wenzel, scoprì due messaggi in attesa di essere cifrati, contenenti i dettagli dell'operazione Blu, cosa che Henry Piepe riferì immediatamente all'Alto comando tedesco a Berlino.
La data d'inizio delle attività del Sonderkommando Rote Kapelle non può essere stabilita con precisione. Nelle sue memorie Walter Schellenberg riportò i dettagli di un accordo raggiunto tra Fritz Thiele, Wilhelm Canaris, Heinrich Müller e lui stesso nell'estate del 1942, per istituire una "commissione speciale" con lo scopo di indagare sul problema. Il controspionaggio tedesco passò mesi a raccogliere i dati e alla fine Wilhelm Vauck, crittoanalista dell'Abwehr, riuscì a decrittare circa 200 dei messaggi intercettati. Il 15 luglio 1942 Vauck decifrò un messaggio datato 10 ottobre 1941 indirizzato a Kent (alias Anatoly Gurevich), dove erano indicati gli indirizzi di diverse persone di nazionalità tedesca. Ciò portò a un altro incontro tra Schellenberg, Thiele, Canaris e Müller, in cui si decise di indagare anche in Germania: in Belgio e nei Paesi Bassi l'ndagine sarebbe rimasta congiuntamente alla Gestapo e all'Abwehr, mentre in Germania sarebbe stata condotta esclusivamente dalla Gestapo.
Nel luglio 1942 l'indagine fu trasferita dall'Ast Belgio alla sezione IV del Sicherheitsdienst. Dopo l'arresto di Leopold Trepper e Anatoly Gurevich, nel novembre 1942 a Parigi fu istituita la Sonderkommando Rote Kapelle. L'indagine in Belgio fu condotta da Karl Giering del dipartimento AMT IV A 2 dello RSHA, mentre a Berlino fu guidata da Horst Kopkow. L'unità doveva operare nel territorio francese occupato, ma non sotto il comando del BdS, bensì dello RSHA.

## Operazioni

### Bruxelles
A Berlino la Gestapo ricevette l'ordine di assistere Henry Piepe; Giering, munito di rapporti di Piepe, investigò a Bruxelles. Le indagini di Giering collegarono il nome di Carlos Alamos con l'ufficiale del GRU Mikhail Makarov, arrestato durante il raid di rue des Atrébates. Su istruzione di Giering, Makarov fu trasferito a Berlino per essere interrogato: invece di Fort Breendonk o un altro campo di concentramento, fu portato a casa di Giering nella speranza che l'ambiente familiare lo avrebbe fatto parlare. Ma non rivelò mai alcun dettaglio della rete e fu riportato nella prigione di Saint-Gilles a Bruxelles.
Seguendo una nuova pista, Giering si rivolse a Rita Arnould, e lei identificò il falsario polacco-ebraico Abraham Rajchmann, un informatore della polizia belga. Fu proprio Rajchmann a falsificare i documenti d'identità nella stanza segreta al numero 101 di rue des Atrébates e fu lui a tradire l'agente sovietico Konstantìn Jefrèmov, arrestato il 22 luglio 1942 a Bruxelles mentre cercava di procurarsi documenti d'identità falsi. Jefremov accettò di collaborare e consegnò diversi membri importanti della rete di spionaggio in Belgio e nei Paesi Bassi, dopodiché iniziò a lavorare per il Sonderkommando nell'ambito dell'operazione Funkspiel.
Tramite Jefremov si entrò in contatto con Germaine Schneider, corriere che lavorava per il gruppo tra Bruxelles e Parigi. Schneider avvertì Leopold Trepper, direttore dei servizi segreti sovietici dell'Armata Rossa in Europa occidentale, il quale le disse di interrompere ogni contatto con Jefremov e di trasferirsi in un nascondiglio a Lione. Giering si concentrò allora su Franz Schneider, marito di Germaine Schneider. Nel novembre 1942 Franz Schneider fu interrogato da Giering ma, non facendo parte della rete, fu rilasciato. Schneider riuscì a informare Trepper dell'arresto di Jefremov.
Rajchmann fu arrestato da Piepe il 2 settembre 1942, quando la sua utilità come informatore dell'Abwehr era ormai terminata. Anche Rajchmann decise di collaborare con l'Abwehr, tradendo Malvina Gruber, sua amante e membro del Comintern: fu arrestata il 12 ottobre 1942 e accettò subito di collaborare con l'Abwehr; nel tentativo di evitare l'interrogatorio, rivelò l'esistenza dell'agente sovietico Anatoly Gurevich e la sua probabile ubicazione, oltre ai nomi di altri membri della rete di spionaggio Trepper in Francia.

#### Simexco
Durante le indagini di routine, Harry Piepe scoprì che la ditta Simexco di Bruxelles veniva sfruttata come copertura per le operazioni di spionaggio sovietico della rete Trepper. Fu il mezzo per generare denaro da utilizzare nell'attività quotidiana di spionaggio all'insaputa dei dipendenti e per fornire documentazione di viaggio e strutture per le comunicazioni telefoniche a livello europeo tra i membri del gruppo. Piepe fu insospettito dal gran numero di telegrammi che la compagnia inviava a Berlino, Praga e Parigi e decise così di indagare.
Si recò dal commissario capo di Bruxelles. Durante l'incontro mostrò le due fotografie scoperte nella casa al numero 101 di rue des Atrébates all'ufficiale in comando, che identificò immediatamente Leopold Trepper e Anatoly Gurevich. Nell'ambito di un'operazione combinata con Giering a Parigi, il 19 novembre 1942 Piepe fece fare irruzione negli uffici della Simexco, dove la Gestapo trovò solo un impiegato, ma riuscì a scoprire tutti i nomi e gli indirizzi dei dipendenti e degli azionisti grazie ai registri della società.
Nel corso del mese di novembre la maggior parte delle persone legate alla società furono arrestate e portate a Bruxelles, nella prigione di Saint-Gilles, o a Mechelen, a Fort Breendonk.

### Paesi Bassi
Il 25 luglio 1942 Piepe arrestò a Bruxelles l'agente olandese Maurice Peper che tra la fine del 1940 e il luglio 1942 aveva lavorato prima per Gurevich e poi per Jefremov come corriere attivo tra Johann Wenzel a Bruxelles e Anton Winterink ad Amsterdam. Fu tradito da Jefremov, che informò il Sonderkommando di un incontro segreto tra Peper e Hermann Isbutzki che avrebbe avuto luogo a Bruxelles. Dopo aver subito la tortura, Peper accettò di lavorare per il Sonderkommando e rivelò che avrebbe incontrato Anton Winterink pochi giorni dopo ad Amsterdam. Piepe ve lo accompagnò e lo mandò all'incontro.
Il 18 o 19 agosto 1942 (le fonti discordano), durante questo incontro in un caffè di Amsterdam, Winterink fu arrestato. In totale furono arrestate 17 persone del gruppo di Winterink, e nel suo appartamento fu sequestrata una radiotrasmittente. Winterink fu portato a Bruxelles dove fu torturato per due settimane prima di accettare di lavorare per il Sonderkommando. Il 22 settembre 1942 fu coinvolto in un'operazione Funkspiel con il nome di "Beam Tanne".
Peper tradì anche Auguste Sésée, l'operatore radio di riserva della rete Jefremov, arrestato nell'agosto 1942. Fu inviato alla prigione di Saint-Gilles a Bruxelles e poi portato a Berlino, dove fu decapitato nel gennaio 1944.

### Berlino

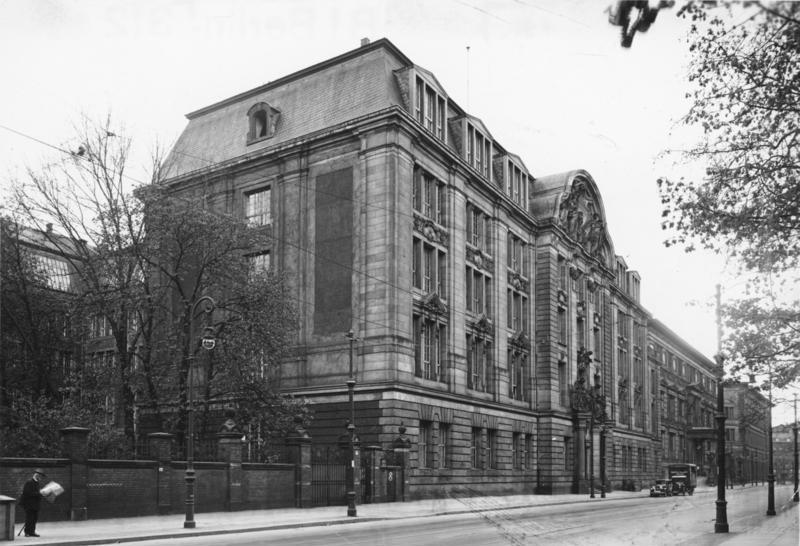
Quartier generale della Gestapo in via Prinz Albrecht 8.

A Berlino la Gestapo monitorava gli spostamenti e controllava i telefoni di Harro e Libertas Schulze-Boysen, Greta e Adam Kuckhoff, Arvid e Mildred Harnack fin dal luglio 1942. Horst Heilmann telefonò a Harro Schulze-Boysen e Waldemar Lentz per avvertirli che probabilmente erano sorvegliati, e questo accelerò l'inizio dell'operazione della Gestapo finalizzata all'arresto del gruppo. Harro Schulze-Boysen fu il primo del gruppo berlinese ad essere arrestato il 31 agosto 1942. Portato agli "arresti domiciliari" (Hausgefängnis) presso il quartier generale della Gestapo in via Prinz Albrecht 8, fu interrogato dal Kriminalkommissar Johannes Strübing. Strübing adoperò le solite tecniche utilizzate dalla Gestapo negli interrogatori: minacce fisiche, ricatti, lusinghe, uso di prove sia false che reali di illeciti, fino ad arrivare alla tortura.
Il 5 settembre 1942 fu arrestato Horst Heilmann, l'8 settembre fu la volta di Libertas Schulze-Boysen. Il Kriminalsekretär della Gestapo Alfred Göpfert fu incaricato di interrogare Libertas Schulze-Boysen. Göpfert pensò a un sotterfugio: sfruttò Gertrud Breiter, una segretaria della Gestapo che lavorava nel Dipartimento IV E-6, per fare amicizia con Schulze-Boysen e ricavare le informazioni necessarie. Breiter usò l'inganno per convincere Schulze-Boysen che fosse ostile ai suoi superiori, che Göpfert non avesse prove serie contro di lei e che, grazie ai suoi legami familiari con Hermann Göring, la sua vita sarebbe stata al sicuro. Schulze-Boysen credette Breiter un'amica, le confidò molti dettagli sulla Resistenza, ma cercò anche di usare Breiter per avvertire i suoi amici, il che segnò il suo destino.
La coppia successiva ad essere catturata dalla Gestapo fu quella degli Harnack, arrestati il 7 settembre 1942 mentre si trovavano in vacanza a Preila. Furono interrogati dal Kriminalinspektor Walter Habecker, ufficiale anziano della vecchia scuola, sotto il comando di Horst Kopkow di 17 anni più giovane: gli fu ordinato di usare un "interrogatorio rafforzato" (Verschärfte Vernehmung), e se questo non fosse stato efficace, di intraprendere quanto necessario. Habecker era noto per l'uso di due tecniche di tortura particolarmente brutali: la prima era nota come "impiccagione", in cui il prigioniero veniva appeso a una scala con le mani legate dietro le ginocchia e poi frustato; la seconda era detta "mulino a vento tibetano": tra le dita venivano inseriti dei pezzi dei legno grandi come una matita, chiamate "bacchette", e le dita venivano schiacciate insieme. Habecker avrebbe poi continuato a interrogare Rudolf von Scheliha, Carl Helfrich, Günther e Joy Weisenborn, Erna Eifler e Wilhelm Fellendorf e molti altri.
Dopo i primi sei arresti, la Gestapo aveva già ottenuto le informazioni sufficienti per dar luogo all'arresto del maggior numero possibile di persone. Tra il 12 e il 16 settembre 1942 altre 35 persone furono arrestate e portate nella prigione del quartier generale della Gestapo o nella prigione cittadina di Alexanderplatz. Durante l'operazione furono completate altre perquisizioni domiciliari per cercare le prove necessarie ad estendere la ricerca. Ad esempio, quando Hannelore Thiel fu arrestata il 16 settembre 1942, nella perquisizione fu trovato un amplificatore Volksempfänger per la radio, l'opuscolo del KPD Organisiert den revolutionären Massenkampf gegen Faschismus und imperialistischen Krieg e diversi libri, tra cui il Das Kapital di Karl Marx. Quando Helmut Roloff fu catturato il 17 settembre 1942, la Gestapo recuperò il primo trasmettitore radio costruito in una valigia, non funzionante.
Gli interrogatori seguirono il solito iter. I prigionieri venivano interrogati più volte nei primi giorni e la loro confessione registrata, ad esempio su un dispositivo Textophon Lorenz. Alcuni giorni o settimane dopo venivano ascoltati dal Giudice generale della Luftwaffe Manfred Roeder. La dichiarazione finale del prigioniero veniva quindi registrata con la formula: «Confermo le mie dichiarazioni alla Polizia segreta di Stato. Esse corrispondono alla verità e ne faccio l'oggetto della mia udienza giudiziaria di oggi». Gli interrogatori di Werner Krauss, Heinrich Scheel e Günther Weisenborn costituirono un'eccezione, in quanto il giudice aveva in gran parte dettato la loro confessione. Al momento dell'interrogatorio, la Gestapo conosceva già molti nomi delle persone.
Le torture e gli interrogatori spesso duravano molto a lungo, anche per determinare il dettaglio più piccolo. Ad esempio, a Wilhelm Guddorf fu chiesto di fornire i dettagli di tre comunisti che aveva incontrato mentre era imprigionato nel campo di concentramento di Sachsenhausen nel novembre 1939: fu torturato dal 15 ottobre fino alle quattro del mattino del 16 ottobre.
Il Sonderkommando si spostò ad Amburgo il 15 ottobre 1942, quando lo RSHA inviò Walter Habecker a condurre una nuova indagine utilizzando le piste seguite dagli interrogatori. Erna Eifler fu la prima ad essere arrestata il 15 ottobre. Per via della tradizione tedesca del Sippenhaft, furono prese e incriminate anche molte persone collegate solo marginalmente. Ad esempio, Eifler fu arrestata insieme a Heinz Priess, che l'aveva nascosta ad Amburgo, e a sua madre Marie Priess. Alla fine di ottobre 1942 risultavano arrestate più di 100 persone e si stavano preparando i rapporti finali. 

### Parigi
L'Abwehr a Bruxelles e il Sonderkommando avevano il pieno controllo dell'Orchestra Rossa in Belgio e nei Paesi Bassi ben prima della fine del 1942; il Funkspiel era già attivo. Non esistono indicazioni chiare su quando Giering, Piepe e il Sonderkommando si trasferirono a Parigi, anche se varie fonti parlano di metà settembre 1942 o ottobre 1942, mentre secondo Perrault avvenne verso la fine dell'estate o all'inizio dell'autunno. Quando l'unità si spostò, si trasferì negli uffici del Ministero degli interni francese all'11 di Rue des Saussaies. Prima di partire, Piepe e Giering concordarono che Rajchmann sarebbe stato il più indicato da portare a Parigi per trovare Trepper. Quando arrivarono a Parigi, Giering mandò Rajchmann a visitare tutte le cassette delle lettere di cui era a conoscenza, lasciando un messaggio a Trepper per contattarlo.

#### Simex
Trepper non contattò mai Rajchmann. Giering cercò allora di stabilire un incontro con un contatto, utilizzando le informazioni della corrispondenza tra la Simexco e un impiegato dell'ufficio parigino della Camera di Commercio belga. Non ci riuscì e tornò a indagare sulla Simexco. Da quando aveva iniziato a monitorare la Simexco di Bruxelles, si insospettì per la grande quantità di telegrammi commerciali che la società aveva scambiato con la Simex. Solo l'esame del registro delle imprese avrebbe fornito la prova che Trepper, che lavorava sotto il nome in codice di Gilbert, era legato alla società. Giering decise di non contattare la polizia francese per evitare gli informatori, si recò al Tribunale commerciale del distretto della Senna, dove scoprì che Léon Grossvogel era un azionista della Simex. Jefremov lo aveva informato che Grossvogel era uno degli assistenti di Trepper. Per trovare Trepper, Giering e Piepe decisero di rivolgersi all'Organizzazione Todt, invece che direttamente alla Simex. Giering ottenne un certificato di cooperazione firmato dal comandante militare della Francia occupata Otto von Stülpnagel. Al direttore degli uffici Todt di Parigi fu mostrata la fotografia trovata nel raid di Atrebates, e questi confermò subito che l'uomo era Monsieur Gilbert, lo pseudonimo che Trepper utilizzava nei suoi rapporti con la Simex.
Per intrappolare Trepper, Giering e Pipe escogitarono un semplice stratagemma: si finsero uomini d'affari di Magonza che cercavano di acquistare diamanti industriali per un valore di 1,5 milioni di marchi, usando una storia ben preparata e ben studiata. Speravano che l'entità dell'affare avrebbe fatto uscire allo scoperto Trepper, il quale avrebbe avallato l'accordo firmando il contratto, in un gesto di buona volontà. Ma il piano fallì e Giering fece arrestare i dipendenti della Simex.
Il 19 novembre 1942 furono arrestati la segretaria Suzanne Cointe, il direttore commerciale Alfred Corbin e il traduttore Vladimir Keller, tutti dipendenti della Simex. Keller fu torturato ma non fornì alcuna informazione. Corbin fu interrogato ma non rivelò la posizione di Gilbert, così Giering decise di ricorrere ad un esperto di torture. Sia Keller che Corbin furono portati alla prigione di Fresnes. Il 24 novembre 1942 la moglie di Corbin riferì all'Abwehr che Alfred Corbin aveva dato a Trepper il nome di un dentista, poiché soffriva di mal di denti. Dopo essere stato torturato, Corbin diede a Giering l'indirizzo del dentista di Trepper. Trepper fu arrestato il 24 novembre da Giering, mentre era seduto sulla poltrona del dentista. Il 24 novembre Giering ne informò Hitler.

#### Interrogatorio
Sia Trepper che Gurevich, arrestati il 9 novembre 1942 a Marsiglia, furono portati alla prigione di Fresnes e trattati con umanità da Giering, che condusse l'interrogatorio di Trepper. Dopo l'interrogatorio iniziale a Fresnes, Trepper fu imprigionato al terzo piano di rue des Saussaies a Parigi, dove si sarebbero svolti ulteriori interrogatori. Si offrì di collaborare con l'Abwehr, che in seguito trattò Trepper con indulgenza, nell'intenzione di sfruttarlo come agente doppiogiochista a Parigi. Gli fu permesso di fare passeggiate quotidiane e di recarsi in città per comprare i beni di prima necessità, ma sempre accompagnato da due guardie del Sonderkommando. Trepper informò Giering che la sua famiglia e i suoi parenti in URSS sarebbero stati uccisi se i servizi segreti sovietici avessero saputo della sua cattura. Giering accettò di tenerle segreto il fatto in cambio della collaborazione.
Secondo Piepe, Trepper parlava per paura della tortura o della sconfitta, ma per dovere. Sebbene avesse consegnato i nomi e gli indirizzi della maggior parte dei membri della sua rete, stava sacrificando i suoi associati per proteggere i vari membri del Partito Comunista Francese. A differenza di Trepper, Gurevich rifiutò di fare i nomi degli agenti che aveva reclutato.

#### Tradimento
La prima persona che Trepper tradì fu Léon Grossvogel, arrestato nel novembre 1942. Durante la perquisizione dell'appartamento di Léon Grossvogel fu scoperto il passaporto di Trepper, e quando Giering lo mostrò a Trepper, questi ammise il suo vero nome. All'epoca temeva che Giering scoprisse il suo nome in codice "Domb", con cui era conosciuto nei gruppi del Partito Comunista Francese. Il Sonderkommando inviò un agente a Nowy Targ, per chiedere informazioni sulla famiglia di Trepper. Mentre veniva interrogato, gli fu letto un rapporto che descriveva dettagliatamente come tutta la sua famiglia, 48 membri in totale, fosse stata mandata alla camera a gas e ormai considerata judenrein dai tedeschi. Anche il cimitero di famiglia era stato distrutto e dissodato.
Hillel Katz fu il successivo che Trepper tradì; fu arrestato il 2 dicembre 1942. Nei giorni seguenti molti membri della rete di spionaggio in Francia e in Belgio furono traditi da Trepper e arrestati, compresi molti dipendenti e persone associate alla Simexco a Bruxelles, tra cui il banchiere Charles Drailly, il venditore Jean Passelecq, l'azionista Robert Jean Christen, il contabile Henry Seghers, il segretario Erich Nutis e la segretaria della società Jeanne Ponsaint, che non erano stati rastrellati nel raid iniziale alla Simexco.
Anche le persone associate alla Simex a Parigi furono tradite insieme alle loro famiglie. Una volta arrestate molte delle persone più anziane della rete di spionaggio, Trepper si dedicò a smascherare i suoi più stretti collaboratori. La prima fu Anna Maximovitch, arrestata insieme al fratello Basile Maximovitch il 12 dicembre 1942.

#### Nuove piste
Era importante che il Sonderkommando si muovesse rapidamente, in modo che i servizi segreti sovietici non scoprissero che la rete era stata compromessa. Sia Grossvogel che Katz si erano rifiutati di divulgare qualsiasi informazione, anche se sottoposti a interrogatorio, quindi l'unità dovette seguire altre piste.
L'indagine progredì con l'arresto di Fernand Vion, responsabile dell'intelligence per la trasmissione al Partito Comunista Francese (PCF) e responsabile dell'apparato tecnico del PCF. Vion era in contatto con Robert Giraud, principale nodo di collegamento tra la rete Trepper e il PCF, arrestato il 12 dicembre 1942. Attraverso Giraud, il Sonderkommando scoprì una radiotrasmittente che conteneva i dettagli delle chiavi di cifratura utilizzate dal PCF. Queste chiavi permisero al Sonderkommando di iniziare con successo l'operazione Funkspiel per il trasmettitore radio di Trepper il 17 dicembre 1943. L'arresto di Vion e Giraud portò all'arresto del corriere Käte Voelkner il 7 gennaio 1943.

### La ricerca di Robinson

#### L'affare Juliette
Giering diede a Trepper della carta, una matita e un dizionario, sperando che i suoi scritti e scarabocchi potessero rivelarsi utili. Trepper riuscì a nascondere un pezzo di carta nella gamba del suo letto: nei mesi precedenti alla cattura aveva cercato invano di avvertire i servizi segreti sovietici dell'esistenza del Sonderkommando. Ora pensò di stilare su questo foglio un rapporto che, in caso di fuga, avrebbe potuto passare ai sovietici per avvisarli. Registrò i minimi dettagli sul suo arresto e interrogatorio, sl personale del Sonderkommando, le memorie del periodo trascorso nella prigione di Fresnes e l'elenco degli agenti che riteneva fossero stati catturati. Scrisse in ebraico, yiddish e polacco, nella disperata speranza che, se il rapporto fosse stato scoperto, sarebbero stati necessari tre traduttori per leggerlo per intero.
Trepper dovette ricorrere a sotterfugi per assicurarsi che il rapporto raggiungesse l'intelligence sovietica. Iniziò cercando di convincere Giering dell'importanza di un incontro con Juliette Moussier, combattente della resistenza francese e agente del PCF, mentre era in custodia, per dimostrare all'intelligence sovietica che era ancora libero e consentire la continuazione dell'operazione Funkspiel. Moussier faceva da collegamento tra la rete di Trepper e il Partito Comunista Francese attraverso Fernand Pauriol, responsabile delle comunicazioni del PCF. Al suo posto Giering inviò Rajchmann, lei finse di non conoscerlo, come ordinatole da Trepper in precedenza.
Quando fu arrestato Katz, Trepper gli suggerì di incontrare Moussier. Durante la prigionia Trepper era diventato amico di Willi Berg, ufficiale del Sondekommando e sua guardia, e usò questo fatto a suo vantaggio. Riuscì a convincere Giering, con l'aiuto di Berg, che Katz aveva bisogno di istruzioni su come avvicinare Moussier e propose di parlare a Katz in yiddish, una lingua che il traduttore del Sonderkommando era in grado di comprendere, dal momento che non conosceva il francese e Katz non parlava tedesco. Parlando in yiddish, Trepper poté dire a Katz, senza che le guardie, il traduttore o Giering se ne rendessero conto, di comunicare a Moussier che aveva un rapporto da passare a Jacques Duclos per trasmetterlo all'intelligence sovietica. Le due visite di Katz a Moussier si svolsero sotto la stretta sorveglianza del Sonderkommando, ma gli fu permesso - un errore fatale di Giering - di entrare nell'appartamento di Moussier e di parlarle senza la presenza di una guardia. Durante la prima visita incaricò Moussier di contattare Duclos. Nella seconda visita, Moussier confermò di averlo contattato e disse a Katz di far venire Trepper. Giering aveva un forte sospetto che Trepper stesse preparando qualche trappola, ma non capendo di cosa si trattava, alla fine acconsentì. Il 23 maggio 1943 permise a Trepper di contattare Moussier. All'inizio di giugno 1943 Trepper incontrò Moussier e le passò un messaggio di Giering, che si supponeva fosse stato inviato da Trepper per informare i servizi segreti sovietici che la Rote Kapelle francese era ancora attiva, oltre al proprio rapporto e a una lettera che incaricava Duclos di inviare il rapporto ai servizi segreti sovietici il prima possibile. Trepper suggerì a Giering di cessare le trasmissioni per un mese, per dare l'impressione che la rete fosse stata riorganizzata, e Giering accettò. Quando il Sonderkommando tornò per chiedere a Moussier se il messaggio era stato inviato, la donna era già scomparsa. La prima parte del messaggio fu trasmessa all'intelligence sovietica da Jacques Duclos il 7 luglio 1943, la seconda il 10 luglio.

#### Funkspiel
Il mese dopo Giering ricevette dall'intelligence sovietica la conferma della ricezione del messaggio, dimostrazione del fatto che l'intelligence sovietica credeva che Trepper e Gurevich fossero liberi. Ciò permise anche a Himmler di dare il via all'operazione Funkspiel per Trepper e Gurevich a Parigi che iniziò a fine dicembre e continuò fino alla fine della guerra. Nei successivi otto mesi Giering comandò il Sonderkommando a Parigi, dove l'operazione Funkspiel fu gestita da Gurevich.
Le indagini sulla scomparsa di Moussier erano ancora in corso. Con il passare dei mesi, Giering si ammalò di cancro alla gola, e nel giugno 1943 il comando fu assunto dal suo vice, ufficiale della Gestapo Kriminalkommissar Heinrich Reiser; ma l'indagine era ancora sotto il controllo di Giering. Nell'agosto 1943 il cancro raggiunse uno stadio avanzato. Reiser, al comando dell'unità, si rivelò inefficace e fu riportato in Germania nella stazione di polizia di Karlsruhe, sostituito dal Kriminalkommissar Alfred Goepfert, ufficiale della Gestapo. Nell'agosto 1943 la direzione dell'operazione investigativa del Sonderkommando in Francia fu assegnata a Heinz Pannwitz che aveva lavorato all'indagine sull'Orchestra Rossa nel quartier generale della Gestapo a Berlino dalla primavera del 1943.

#### Sonderkommando Pannwitz
A Berlino Pannwitz lesse i rapporti di Giering, poco incline a credere che Trepper avesse esposto i suoi colleghi per motivi altruistici. Di questo subentro Trepper disse che
Pannwitz riteneva che il Funkspiel avesse raggiunto i suoi obiettivi guadagnando la fiducia dei sovietici e voleva istaurare con loro un rapporto più diretto, per cui suggerì a Himmler di inviare in Unione Sovietica una persona appositamente selezionata da Trepper, per discutere questioni di eccezionale interesse, ma Himmler respinse l'idea. Tuttavia, Pannwitz trasmise un lungo messaggio all'intelligence sovietica in cui descriveva un forte gruppo di anti-nazisti favorevoli all'URSS che volevano parlare con un rappresentante del Paese; l'incontro fu organizzato nel vecchio appartamento di Hillel Katz in rue Edmond-Roger. Quando Pannwitz e Trepper si recarono all'appuntamento, furono sorpresi nello scoprire che vi alloggiava Rajchmann e non vi era traccia dell'intelligence sovietica. Il 13 settembre 1943 Leopold Trepper fuggì dal Sonderkommando. Pannwitz informò Heinrich Müller della fuga e lo convinse a non riferirlo a Himmler. Quando Pannwitz assunse il comando dell'unità, improntò il lavoro diversamente, privilegiando l'aspetto politico dell'indagine a scapito dell'operatività.

## Disgregazione
Nell'aprile 1945 l'unità Sonderkommando si trasferì in Austria. A quel punto contava otto ufficiali e uomini delle SS, venti agenti francesi e dieci fiamminghi. Secondo Friedrich Berger, ufficiale della Gestapo, Pannwitz progettava di continuare la guerra contro gli alleati mettendo in piedi una rimonta attraverso l'assassinio di personalità alleate di spicco, tra cui Winston Churchill, anche se non si seppe mai in che modo. Pannwitz fu arrestato il 3 maggio 1945.

### Libri
- (FR) Guillaume Bourgeois, La véritable histoire de l'orchestre rouge, Paris, Nouveau Monde Editions, 2015,  p. 153, ISBN 978-2-36942-069-9.
- (DE) Klaus-Dieter Brügmann, Die Anderen: Widerstand und Verfolgung in Harburg und Wilhelmsburg : Zeugnisse und Berichte 1933–1945, Vereinigung der Verfolgten des Naziregimes, Landesverband Hamburg, 1981, OCLC 251645867.
- Shareen Blair Brysac, Resisting Hitler : Mildred Harnack and the Red Orchestra: Mildred Harnack and the Red Orchestra, Oxford University Press, USA, 2000, ISBN 978-0-19-531353-6.
- Shareen Blair Brysac, Resisting Hitler: Mildred Harnack and the Red Orchestra, Oxford University Press, 2002, ISBN 978-0-19-992388-5.
- Richard Breitman, Norman J. W. Goda, Timothy Naftali e Robert Wolfe, U.S. Intelligence and the Nazis, Cambridge University Press, 2005, ISBN 978-0-521-61794-9.
- Hans Coppi, Jürgen Danyel e Johannes Tuchel, Die Rote Kapelle im Widerstand gegen den Nationalsozialismus, Gedenkstätte Deutscher Widerstand, 1994, ISBN 978-3-89468-110-4.
- Fridrikh Igorevich Firsov, Harvey Klehr e John Earl Haynes, Secret Cables of the Comintern, 1933-1943, Yale University Press, 2014, ISBN 978-0-300-19822-5.
- Christer Jörgensen, Hitler's Espionage Machine: German Intelligence Agencies and Operations During World War II, Spellmount, 2004, ISBN 978-1-86227-244-6.
- Paul L. Kesaris (a cura di), The Rote Kapelle: the CIA's history of Soviet intelligence and espionage networks in Western Europe, 1936-1945. (PDF), Washington, University Publications of America, 1979, ISBN 978-0-89093-203-2.
- (EN) Cees Nooteboom, Roads to Berlin, Quercus, 2012,  p. 302, ISBN 978-1-84916-600-3.
- Anne Nelson, Red Orchestra. The Story of the Berlin Underground and the Circle of Friends Who Resisted Hitler, New York, Random House, 2009, ISBN 978-1-4000-6000-9.
- Norman Ohler, Tim Mohr e Marshall Yarbrough, The Bohemians : the lovers who led Germany's resistance against the Nazis, Boston, Houghton Mifflin Harcourt, 2020, ISBN 9781328566232.
- Pannwitz, Heinz, vol. 1, Kew, London, MI5, 1956, KV 2/1971.
- (EN) Gilles Perrault, The Red Orchestra, New York, Schocken Books, 1969, ISBN 0805209522.
- Jeffrey Richelson, A Century of Spies: Intelligence in the Twentieth Century, Oxford University Press US, 1995, ISBN 978-0-19-511390-7.
- (DE) Heinz Schäfer, Regina Griebel, Marlies Coburger e Heinrich Scheel, Lentz, Waldemar, in Lexikon Von Adelung bis Zwangsarbeit - Stichworte zu Militär und Nationalsozialismus in Darmstadt, 2ª ed., Deutsche Friedensgesellschaft – Vereinigte KriegsdienstgegnerInnen e.V..
- (DE) Léopold Trepper, Die Wahrheit: Autobiographie des "Grand Chef" der Roten Kapelle, Ahriman-Verlag GmbH, 1995, ISBN 978-3-89484-554-4.
- (RU) Leopold Trepper, Die Wahrheit Autobiographie ; mit 24 Bilds. u. zahlr. Dokumenten im Anh., Unabridged, Munich, 1978,  p. 371, ISBN 3-423-01387-7.
- (DE) Johannes Tuchel, Die Gestapo-Sonderkommision Rote Kapelle, in Hans Coppi Jr., Jürgen Danyel, Johannes Tuchel (a cura di), Die Rote Kapelle im Widerstand gegen Nationalsozialismus, 1ª ed., Berlin, Gedenkstätte Deutscher Widerstand, 1992, ISBN 978-3-89468-110-4.
- Gerhard Sälter, Phantome des Kalten Krieges: die Organisation Gehlen und die Wiederbelebung des Gestapo-Feindbildes "Rote Kapelle", Ch. Links Verlag, 2016,  p. 147, ISBN 978-3-86153-921-6.
- Stephen Tyas, SS-Major Horst Kopkow: From the Gestapo to British Intelligence, Fonthill Media, 2017, GGKEY:JT39J4WQW30.
- Nigel West, Historical Dictionary of World War II Intelligence, Scarecrow Press, 2007, ISBN 978-0-8108-6421-4.
- Nigel West, Mask: MI5's Penetration of the Communist Party of Great Britain, Routledge, 2007, ISBN 978-1-134-26576-3.

### Articoli
- (DE) Stanislav F. Berton, Das Attentat auf Reinhard Heydrich vom 27. Mai 1942. Ein Bericht des Kriminalrats Heinz Pannwitz (PDF), in Vierteljahrshefte für Zeitgeschichte, vol. 4, 1985,  p. 670. URL consultato il 28 gennaio 2019.
- (CS) Petr Kaňák, Jan Vajskebr e Jan Zumr, Heinrich Reiser – válečný zločinec ve víru studené války, in Securitas Imperii: Journal for the Study of Modern Dictatorships, vol. 38, n. 1, 30 giugno 2021,  pp. 230-260, DOI:10.53096/YFLY3966.
- Lisa Pine, Family Punishment in Nazi Germany: Sippenhaft, Terror and Myth, in German History, vol. 31, n. 2, 1º giugno 2013,  pp. 272-273, DOI:10.1093/gerhis/ghs131, ISSN 0266-3554 (WC · ACNP).

### Web
- Anatoly Gurevich, Правда о "Красной капелле", in Российской газеты, Редакция «Российской газеты, 5 novembre 2004. URL consultato l'8 aprile 2019.
- (DE) Gilles Perrault, ptx ruft moskau, in Der Spiegel, 27 maggio 1968. URL consultato il 6 novembre 2020.
- (EN) "Verschärfte Vernehmung", in The Atlantic, Washington, Emerson Collective, 29 maggio 2009. URL consultato il 24 settembre 2022.
- (EN) HT Shergold, First detailed interrogation report on Lentz, Waldemar and Kurfess, Hans, su Internet Archive, Combined Services Detailed Interrogation Centre, 11 ottobre 1945. URL consultato il 25 ottobre 2022.
- Leopold Trepper, su The National Archives, Kew, 12 dicembre 1944. URL consultato il 22 luglio 2022.
- (NL) 30480 Inventory of the archives of Riek Milikowski-de Raat, su Het Stadsarchief Amsterdam. URL consultato il 21 aprile 2022.